# Efekt wdowieństwa

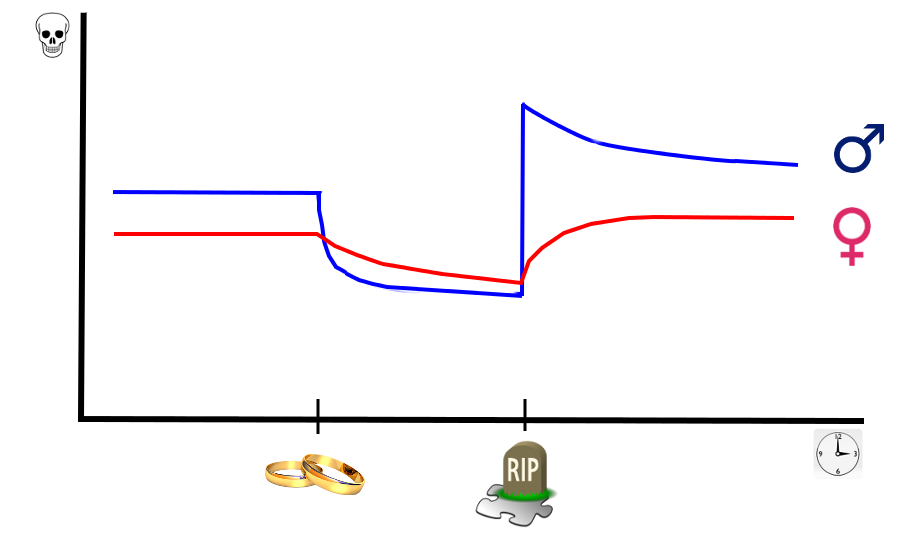
Wykres przedstawia zależność między ryzykiem przedwczesnej śmierci a upływem czasu w małżeństwie i śmiercią jednego z małżonków

Efekt wdowieństwa – zjawisko gwałtownego wzrostu ryzyka przedwczesnej śmierci wdowca, od 30 do 100% w pierwszym roku od śmierci żony. Efekt ten nie dotyczy kobiet, jest też mniejszy u mężczyzn, którzy mają żony rasy czarnej. 
Zjawisko to zostało jednoznacznie potwierdzone i wielokrotnie zaobserwowane. W ciągu kilku następnych lat po śmierci żony ryzyko śmierci zmniejsza się. Żonaci mężczyźni żyją przeciętnie siedem lat dłużej od nieżonatych, natomiast zamężne kobiety jedynie dwa lata dłużej. Brak danych dotyczących występowania efektu wdowieństwa u par homoseksualnych. 
Efekt wdowieństwa jest też znacznie mniejszy u mężczyzn posiadających żony rasy negroidalnej, bez względu na rasę mężczyzny, co prawdopodobnie ma związek z większą tolerancją par mieszanych ze strony czarnych krewnych żony. W związku z tym owdowiali mężczyźni mogą liczyć na wsparcie ze strony teściów.